# Nita Wallenberg

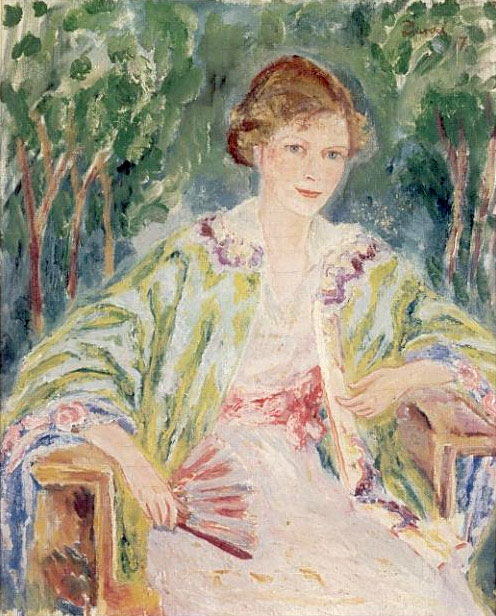
Nita Wallenberg 1917, olja på duk

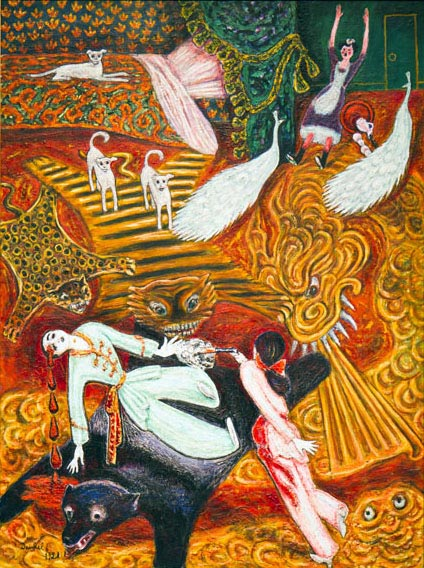
Crime Passionnel 1921, Nils Dardel

Ebba Maria Sassnitza Wallenberg, känd som Nita Wallenberg, född 11 april 1896, död 4 oktober 1966, känd för sin romans och förlovning med konstnären Nils von Dardel och för att ha blivit gestaltad i ett dussintal av dennes mest kända målningar under den period, 1917–1920, då Dardels konst nådde sin höjdpunkt. 
Hennes tredje förnamn var inspirerat av en färjelinje, Trelleborg-Sassnitz, för vilken hennes far hade varit VD på 1890-talet.
Nita Wallenberg, vars far Gustaf Oscar Wallenberg var Sveriges minister på legationen i Japan, träffade Dardel 1917 på den årliga kejserliga körsbärsfesten, en av Japans nationella högtidsdagar.
Hon kom att i hemlighet förlova sig med Dardel, men förlovningen ogiltigförklarades 1919 av hennes familj då Dardel inte ansågs uppfylla kraven för ett ingifte i familjen. Han bedömdes inte vara användbar i koncernen och även ryktet om hans utsvävande nattliv hade nått Nitas far.
Risken att Wallenbergsläkten skulle få en snyltare på halsen bedömdes dessutom som hög
Den brutna förlovningen påverkade starkt Dardels måleri och resulterade i flera symbolmättade kompositioner i vilka kvinnofiguren får ge den älskade Nita olika skepnader.
Bland de verk i vilka hon förekommer märks bland andra Yngling i svart, Flicka i vitt från 1919, Vattenfallet från 1921, där temat är ung omöjlig kärlek, där unga människor balanserar på gränsen till avgrundsdjupet och går tillbaka till konstnärens förälskelse i Nita Wallenberg samt akvarellen Ynglingen och flickan från 1919, där Nita tycks ha tagit formen av en hotande kvinnogestalt.
I de välkända målningarna Visit hos excentrisk dam och Crime Passionnel har Nita Wallenberg en huvudroll. I den senare träffas konstnären, klädd i gröna pyjamas, av en dödande kula från en pistol avlossad av hans älskade Nita, klädd i röda pyjamas. 
Även Nita Wallenbergs far är huvudfigur i flera av Dardels verk. I den stora oljemålningen Exekution, från 1919, figurerar fadern som en råbarkad bödelstyp, som sparkar en ung man utför ett högt stup.
Nita Wallenberg tvingades att bränna alla Dardels brev och fick efter avslaget, en plats i familjebanken och beordrades att glömma sin kubist, men det kunde hon inte. Hon var gift två gånger, först med dansken Carl Johan Kierullf  från 1922 och därefter med direktören Carl Axel Söderlund under åren 1930–1944. Hon fick tre barn, Ann Kierulff född 1923, Birgitte Kierullf född 1926, som var gift med sin mors kusin Henry Wallenberg, och Gustaf Söderlund född 1937.